# Номура, Китисабуро
Китисабуро Номура (яп. 野村 吉三郎 Номура Китисабуро, 16 декабря 1877, Вакаяма — 8 мая 1964, Синдзюку) — японский военно-морской деятель, адмирал. Во время нападения на Пёрл-Харбор занимал должность посла Японии в США.

## Ранние годы
Номура родился в городе Вакаяма. В 1898 году окончил Военную академию Императорского флота Японии. Курсантом проходил службу на броненосном корвете «Хией» и линкоре «Ясима». 12 января 1900 года получил звание мичмана, 1 октября 1901 года произведён в младшие лейтенанты. Посетил США в 1901–1902 годах на борту броненосца «Микаса».

## Карьера в Императорском флоте
Получив звание лейтенанта 26 сентября 1903 года, служил на многих судах, включая канонерскую лодку «Майя», корвет «Конго» и крейсер «Токива». В качестве главного штурмана служил на канонерской лодке «Сайен» и крейсере «Такачихо» во время русско-японской войны.
После войны служил на крейсерах «Хасидатэ» и «Титосэ». В марте 1908 года назначен военно-морским атташе в Австрии. Номура получил повышение до коммандер-лейтенанта 25 сентября 1908 года, через два года перешёл на должность военно-морского атташе в Германии. Возвращается в Японию в мае 1911 года и в сентябре поступает старшим помощником на крейсер «Отова». В июне 1912 приписывается к штабу и получает повышение до звания коммандера 1 декабря 1913 года. Во время Первой мировой войны, с 11 сентября 1914 по 1 июня 1918 находится США на должности военно-морского атташе, где получает звание капитана 1 апреля 1917 года.

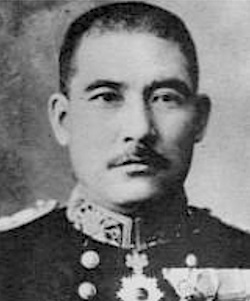
Китисабуро Номура. 1920-е.

По возвращении в Японию Номура получает под командование свой первый корабль — крейсер «Якумо». Через месяц получает должность при Генеральном штабе флота и отправляется в составе японской делегации во Францию на Парижскую мирную конференцию. После завершения переговоров возвращается в Вашингтон, где принимает участие в Вашингтонской конференции об ограничении морских вооружений.
1 июня 1922 года Номура получает звание контр-адмирала. Затем работает в должностях начальника третьей секции Главного штаба ВМФ, командующего 1-м экспедиционным флотом и заместителем начальника Главного штаба. Повышен до звания вице-адмирала 1 декабря 1926 года. Становится главнокомандующим военно-морским районом Куре, в декабре 1930 — главнокомандующим военно-морским районом Йокосука.
Во время Первого Шанхайского сражения в 1932 году назначен командующим силами армии и флота в Шанхае, но вскоре был заменён на Кенкити Уеда, так как японской стороне не удалось добиться значительных успехов к февралю. В итоге командование экспедиционной армией перешло к Ёсинори Сиракава. Все трое были ранены в апреле 1932 года, во время празднования Дня рождения императора в шанхайском парке Хункоу от взрыва бомбы, устроенного корейским борцом за независимость Юн Бон Гилем. Сиракава получил смертельные ранения и умер 26 мая. Номура ослеп на один глаз.
1 марта 1933 года Номура получил звание адмирала. С 1933 по 1937 годы находился в должности военно-морского советника при Высшем военном совете. В 1937 году вышел в отставку.

## Дипломатическая карьера

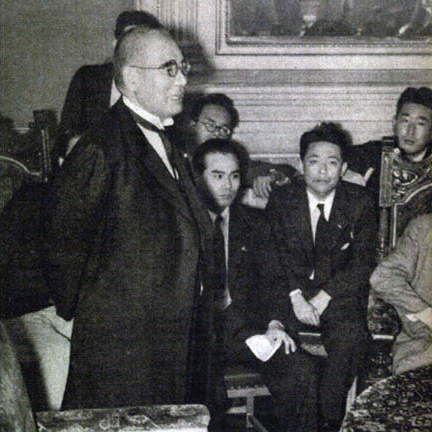
Китисабуро Номура на пресс-конференции после назначения на пост министра иностранных дел. 26 сентября 1939 года.

После отставки с 1937 по 1939 годы управлял школой Гакусюин, где обучались дети японской аристократии. В 1939 году Номура получает должность министра иностранных дел при кабинете премьера Нобуюки Абэ, сторонника нейтралитета Японии во Второй мировой войне.
27 ноября 1940 года Номура назначается послом в США вместо Кенсуке Хоринаучи. Бо́льшую часть 1941 года посол Номура проводит в переговорах с Государственным секретарём Корделлом Халлом, пытаясь предотвратить войну между Японией и США. Номура и Халл пытались разрешить политические противоречия, связанные с полномасштабной японо-китайской войной, японским вторжением во Французский Индокитай 1940 года и последовавшим в ответ со стороны США эмбарго на поставку нефти и металлолома. Посол добивался от руководства смягчения позиций, но все его предложения были отвергнуты японским правительством. В ноябре к нему был прикреплён в качестве специального помощника Сабуро Курусу. К декабрю переговоры окончательно зашли в тупик. Рузвельт требовал вывода японских войск из Китая и выхода Японии из Берлинского пакта. Японская сторона требовала прекращения любых форм поддержки Китая со стороны США и отмены эмбарго.

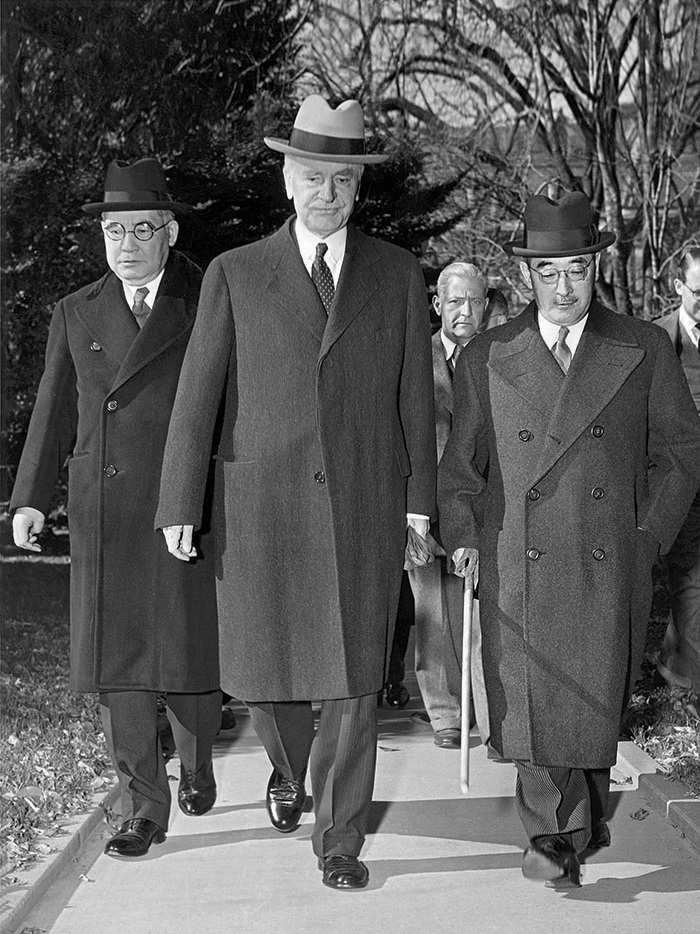
Китисабуро Номура и Сабуро Курусу прибывают в Белый дом для встречи с президентом США Рузвельтом и госсекретарём Корделлом Халлом. 17 ноября 1941 года.

7 декабря 1941 года Японией без формального объявления войны был атакован Пёрл-Харбор. На следующий день Конгресс США принял резолюцию об объявлении войны Японии, Германии и Италии. Китисабуро Номура утверждал, что не знал заранее о планируемом нападении на Пёрл-Харбор. Правительство Японии предполагало, что Номура и Курусу должны будут представить американской стороне меморандум о выходе Японии из переговоров 7 декабря в 13:00 по вашингтонскому времени. Атака на Пёрл-Харбор началась 7 декабря в 13:20 по местному времени, но из-за задержки с расшифровкой встреча была перенесена на 13:45, и в итоге Номура и Курусу были приняты Госсекретарём в 14:20.
Номура вместе с другими японскими дипломатами был интернирован и до июня 1942 года содержался в Хот-Спрингс, пока правительства США и Японии не договорились об условиях обмена репатриантами. Обмен был произведён на нейтральной территории, в Португальском Мозамбике.
20 августа 1942 года Номура вернулся в Японию на борту лайнера «Асама-мару». В течение всей войны был неофициальным советником правительства. В мае 1945 года был приглашён в Тайный совет.

## После войны
После окончания Второй мировой войны Номура начал новую карьеру. Его нанял Коносукэ Мацусита генеральным директором компании JVC, в то время входившей в состав Matsushita Electric Industrial. Затем премьер-министр Сигэру Ёсида пригласил его в комитет по перевооружению.
В 1954 году Номура был избран в Палату советников Японии (верхнюю палату Парламента). В конце 1950-х его рассматривали в качестве сильного кандидата на пост министра обороны премьеры Итиро Хатояма и Нобусукэ Киси, но Номура отклонил оба предложения, заявив, что министерство должен возглавить гражданский служащий. В 1960 году он был переизбран в Палату советников.
8 мая 1964 года Китисабуро Номура скончался в токийской больнице и был похоронен на территории буддийского храма Гококу-дзи.